# کونیهیکو ناکامورا
کونیهیکو ناکامورا (انگلیسی: Kunihiko Nakamura؛ زادهٔ ۲۴ سپتامبر ۱۹۳۹) بازیکن بسکتبال اهل ژاپن بود.